# 托伦 (荷兰林堡省)
托伦（荷蘭語：Thorn）是一座位於荷蘭東南部林堡省的城鎮。該鎮原本是一个独立的市镇，但於2007年與鄰近城鎮合併，成為馬斯豪（荷蘭語：Maasgouw）的一部份。
由於鎮內大部份建築物均被髹上白色，故此托伦有「白村」（荷蘭語：Witte Stadje）的稱號:147。
2011年，荷蘭女王貝婭特麗克絲與其家人在女王日到訪托伦。

## 外部連結
- 官方網站 （页面存档备份，存于）
- 介紹托伦的博客網站

51°9′40″N 5°50′30″E / 51.16111°N 5.84167°E